# Joe Jackson (cestista)
Joseph Nathaniel Jackson, detto Joe (Memphis, 8 febbraio 1992), è un ex cestista statunitense.

## Statistiche

### College
| Anno      | Squadra        | PG  | PT  | MP   | TC%  | 3P%  | TL%  | RP  | AP  | PRP | SP  | PP   |
| --------- | -------------- | --- | --- | ---- | ---- | ---- | ---- | --- | --- | --- | --- | ---- |
| 2010-2011 | Memphis Tigers | 35  | 27  | 21,9 | 43,1 | 31,1 | 72,6 | 2,1 | 3,1 | 1,0 | 0,1 | 9,9  |
| 2011-2012 | Memphis Tigers | 34  | 19  | 26,9 | 42,0 | 30,2 | 83,7 | 2,2 | 3,8 | 1,2 | 0,1 | 11,0 |
| 2012-2013 | Memphis Tigers | 36  | 36  | 32,6 | 51,9 | 44,7 | 73,0 | 3,3 | 4,8 | 1,7 | 0,2 | 13,6 |
| 2013-2014 | Memphis Tigers | 34  | 33  | 33,2 | 44,3 | 27,4 | 77,4 | 3,6 | 4,5 | 1,5 | 0,1 | 14,1 |
| Carriera  | Carriera       | 139 | 115 | 28,7 | 45,6 | 33,8 | 76,9 | 2,8 | 4,1 | 1,4 | 0,1 | 12,1 |

### G League
| Anno      | Squadra         | PG | PT | MP   | TC%  | 3P%  | TL%  | RP  | AP  | PRP | SP  | PP   |
| --------- | --------------- | -- | -- | ---- | ---- | ---- | ---- | --- | --- | --- | --- | ---- |
| 2014-2015 | Bakersfield Jam | 38 | 18 | 24,8 | 50,1 | 34,4 | 82,0 | 3,5 | 4,9 | 1,5 | 0,2 | 13,9 |
| 2016-2017 | N. Arizona Suns | 4  | 1  | 16,4 | 54,2 | 50,0 | 90,0 | 2,3 | 3,0 | 0,5 | 0,0 | 9,0  |
| Carriera  | Carriera        | 42 | 19 | 24,0 | 50,4 | 34,9 | 82,5 | 3,4 | 4,7 | 1,4 | 0,2 | 13,5 |

## Palmarès
- NBA Development League Most Improved Player Award (2015)
- All-NBDL All-Defensive Second Team (2015)